# CV-185

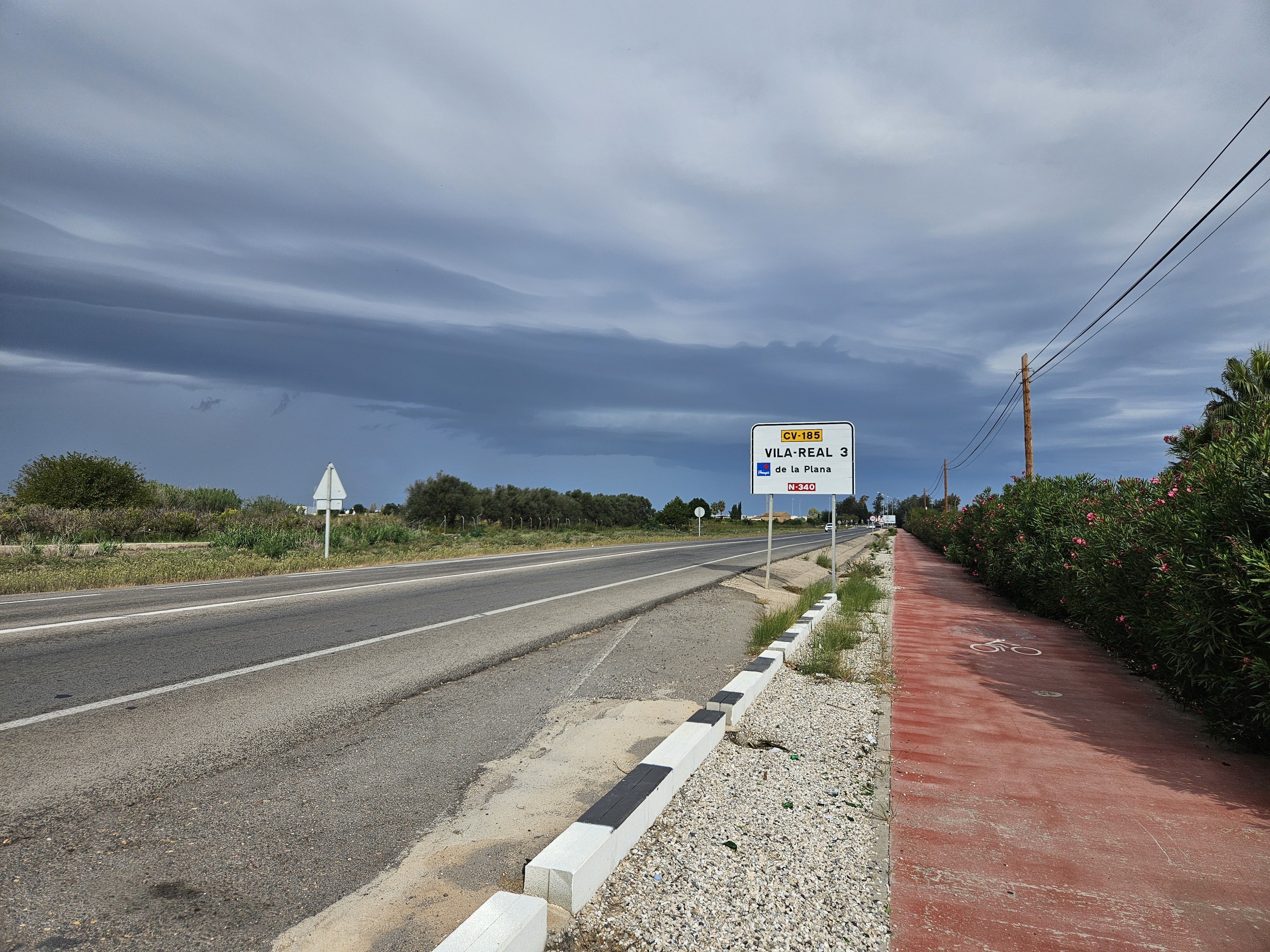
Carretera automòmica

La CV-185 és una carretera que uneix comunica la N-340, circumval·lació de Vila-real, amb la CV-18, circumval·lació de Borriana i el seu port.
El 2003, es va resoldre millorar-ne la seguretat viària.

## Traçat actual
Comença a la N-340 a l'altura de Vila-real i tres quilòmetres més al sud-est, acaba enllaçant amb la CV-18 que circumval·la Borriana. Sobretot a l'estiu, és una via que suporta molt trànsit, ja que permet unir Vila-real amb les platges de Borriana.

## Futur de la CV-185
- Existeix un projecte futur de construir una segona calçada, i convertir-la en carretera doble.
- Existeix un altre projecte de construcció d'un bulevard amb zones d'oci compartides entre els dos municipis.

## Recorregut
| Element                                            | Nom | Carretera que enllaça                                    |
| -------------------------------------------------- | --- | -------------------------------------------------------- |
| Doble sentit                                       | Carretera Vila-real - Borriana | - Inici de la carretera CV-185 a Vila-real -             |
| Rotonda                                            | Eixida 1: Vila-real Nord - Castelló de la Plana Eixida 2: L'Hospital de la Plana Eixida 3: Borriana Eixida 4: Camí Vell Borriana - Vila-real | N-340 - continuació per CV-185 -                         |
| Eixida de Vila-real · Limitació de velocitat a 100 | Eixida de Vila-real | continuació per CV-185                                   |
| Rotonda                                            | Eixida 1: Camí Vell Borriana - Vila-real Eixida 2: Borriana Eixida 3: Polígon Industrial/L'Escorxador Comarcal                               | - continuació per CV-185 -                               |
| Limitació 80                                       | Eixida 1: Borriana Oest - Nules Eixida 2: Borriana Nord Eixida 3: Cementeri de Borriana - Almassora - Castelló de la Plana                   | CV-18 sentit sud Avinguda de Vila-real CV-18 sentit nord |
| Cediu el pas                                       | Final de la carretera CV-185 |                                                          |